# Stij
Der Stij (ukrainisch Стій, russisch Стой Stoi, ungarisch Sztoj, polnisch Stoj) ist mit einer Höhe von 1681 m der höchste Berg im Bergmassiv Polonyna Borschawa (Полонина Боржава) der Waldkarpaten in der ukrainischen Oblast Transkarpatien auf der Grenze der Rajone Chust und Mukatschewo.

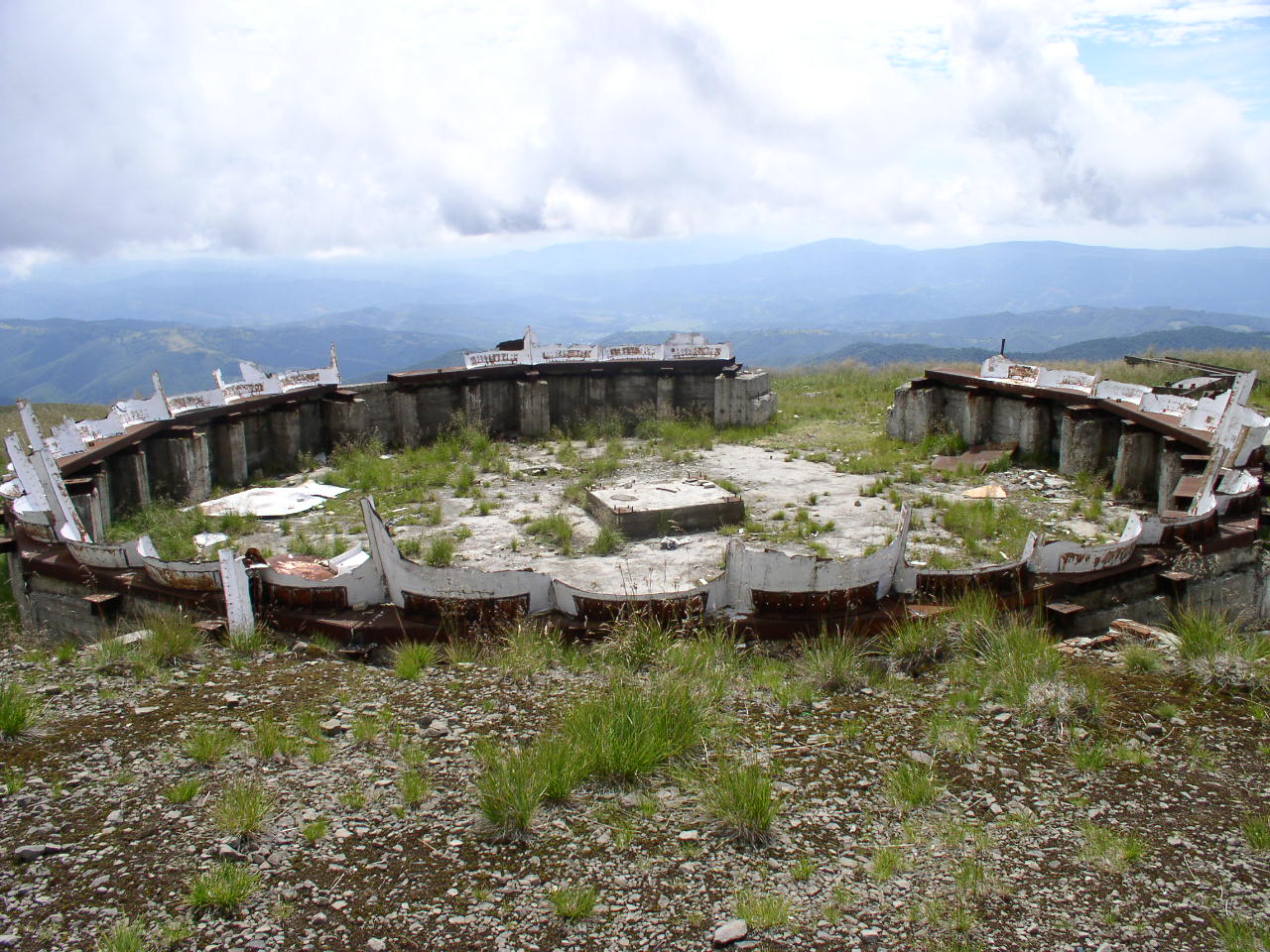
Reste einer Radaranlage auf dem Gipfel des Berges

Auf dem flachen Gipfel des Berges befinden sich eine Betonsäule und die Ruinen einer großen Radaranlage sowie zugehöriger Schutzhütten, die bis Ende der 1990er Jahre in Betrieb war und dann aufgegeben und durch Schnee und Wind zerstört wurde.
An den westlichen Hängen  des Berges liegt das nationale Naturschutzgebiet Rossischnyj (Росішний заказник). Sie sind steil, im unteren Teil mit Buchenwäldern und einzelnen Fichten und Tannen bedeckt und oberhalb der Baumgrenze liegen große Gebiete mit Blaubeerbewuchs. Die südlichen und östlichen Hänge sind flacher und mit Wiesen aus u. a. Rasen-Schmielen bewachsen. An der Nordseite des Berges befinden sich steile, felsige Klippen, an denen in der Ukraine seltene Pflanzen wie Zirbelkiefern und Gämsheide zu finden sind.
Die nächstgelegenen Ortschaften sind die Dörfer Beresnyky im Süden und Wolowez im Norden. Bei gutem Wetter reicht der Blick vom Gipfel Richtung Südwesten bis zur Stadt Mukatschewo und nach Nordwesten gerichtet bis zum 1408 m hohen Pikuj im Süden der Oblast Lwiw.
Unterhalb des Berges liegt die Quelle der Borschawa.